# 얼티밋 이어
얼티밋 이어(Ultimate Ears)는 미국 캘리포니아주 Irvine에 있는 커스텀 이어폰 및 이어폰 제작회사이다.
1995년에 설립되었으며, 세계적인 음악가 또는 아티스트들에게 많이 쓰이는 커스텀 이어폰이라는 시장을 만든회사이다.

## 역사
얼티밋 이어스는 Jerry Harvey와 Alex Van Halen에 의해 1995년에 설립되었다. 락밴드 Van Halen의 드러머인 Alex Van Halen의 이어폰이 공연 중간에 고장이 나자, 그 밴드의 엔지니어였던 Jerry Harvey가 Van Halen의 귀에 맞는 이어피스를 제작해 주었다. 다른 밴드의 멤버들도 이것에 흥미를 느꼈고, 그것이 시장성이 있다는 것을 알게되었다.
뮤지션들을 위한 커스텀이어폰이 생긴지 7년 후인 2002년에 얼티밋 이어스는 일반 대중 시장으로 사업을 확장하였다.

## 대표 제품군
구형제품.
- Triple fi 10

얼티밋 이어즈 양산형의 가장 상위 제품이다.
V자 음색을 가지고 있으며 트리플 드라이버를 사용, 크로스오버도 채택하였다.
파란색의 외관을 가지고있다.
- Super fi 5 Pro

Triple fi 10 의 아래제품이다.
저음이 강하며 V자 음색을 가지고있다. 듀얼 드라이버를 사용, 크로스오버도 채택하였다.
- Super fi 5 EB

저음이 더 강해졌으며 V자 음색을 더 크게 띈다. 싱글 드라이버와 다이나믹 드라이버도 사용, 크로스오버도 채택하였다.
다른제품과는 다르게 진동판(반 영구적 다이나믹) 드라이버를 사용하여 특색있는 소리를 갖췄지만 차음성과 착용감이 떨어진다.
- Super fi 3 Studio

V자음색을 띄고있고 ue 슈퍼파이/트리플파이 라인의 가장 하위 제품이다. 싱글 드라이버를 사용. 다른 전통 트리플파이/슈퍼파이 라인과는 다르게 1 노즐 구조이다.

아래서부터는 신형 제품이다.
- UE600 (Super fi 5 new)

탑파이어 싱글 드라이버를 사용, vi버전과 일반버전이 존재.
vi버전은 아이폰에 최적화되어있다.
올라운드적인 소리와 깔끔한 소리를 갖춘 로지텍 인수이후 개발된 이어폰.
Super fi 5 new 라고 불리기도 함.
- UE700

크로스오버가 없는 듀얼 드라이버를 사용. 초소형 듀얼드라이버 이어폰이며
V자 음색을 가지고 있다.
- UE900

4개의 BA유닛을 사용. 'Triple fi'의 후속제품이다.
- UE900S

UE900을 개량한 제품이다. UE900의 케이블에서 지속적으로 발생하던 접촉불량 문제가 어느정도 해결되었으며 UE900와 비교했을 때 BA유닛의 위치가 약간 변경되었다.
- Super fi 4

싱글 드라이버를 사용, vi버전과 일반버전이 존재한다.
vi버전은 아이폰에 최적화되어있다.
올라운드적인 소리와 적당한 타격감을 갖춘 이어폰이다.
- Metro Fi 시리즈

대부분 다이나믹 드라이버를 이용하여 저음성향을 띈 이어폰들이다.
크게 주목받지 못한 시리즈.
- UE 시리즈

로지텍 인수이후 개발된 제품.
매우 가격이 저렴해졌으며 ue100기준, 19800원이다.

## OEM, 리메이크작
- 리메이크작
- M-AUDIO사의 OEM 리메이크다.
- 색상이 변했다.

- IE-10 : Super fi 3
- IE-20XB : Super fi 5 EB
- IE-30 : Super fi 5 pro
- IE-40 : Triple Fi 10 Pro

- 알택렌싱사의 리메이크다.
- UHP336 : Super fi 3
- UHP606 : Super fi 4 (소리가 약간 다르다.)

## 소비자용 이어폰
- The Metro-Fi 100 : 10mm 마일라(폴리에스테르)드라이버를 사용한 제품.
- The Metro-Fi 100vi : 아이폰에 최적화된 마이크로폰이 선에 부착된 Metro-Fi 100
- The Metro-Fi 150 : 강력한 다이나믹 드라이버를 사용한 제품.
- The Metro-Fi 170 : 작고 강력한 다이나믹드라이버를 사용한 제품.
- The Metro-Fi 170vi : 아이폰에 최적화된 마이크로폰이 선에 부착된 Metro-Fi 170
- The Metro-Fi 220 : 작고 강력한 티타늄 다이나믹드라이버를 사용한 제품
- The Metro-Fi 220vi : 아이폰에 최적화된 마이크로폰이 선에 부착된 Metro-Fi 220
- The Super-Fi 3 Studio : 싱글 BA 드라이버가 사용된 제품.
- The Super-Fi 4 : 자체생산하는 BA 스피커가 사용된 제품.
- The Super-Fi 5 : 자체생산하는 BA 드라이버가 사용된 제품.
- The Super-Fi 5vi : 아이폰에 최적화된 마이크로폰이 선에 부착된 Super-Fi 5
- The Super-Fi 5 EB : 싱글 BA 드라이버와 다이나믹드라이버, pre-emptive 크로스오버가 사용된 제품
- The Super-Fi 5 Pro : 듀얼 BA드라이버와 pre-emptive 크로스오버가 내장된 재품.
- The Ultimate Ears 600 : 높은 해상력의 탑파이어 싱글 BA드라이버가 사용된 제품.
- The Ultimate Ears 700 : 듀얼 마이크로 BA 드라이버가 내장된 제품.
- The Triple-Fi 10 Pro : 트리플 BA드라이버와 pre-emptive 크로스오버가 내장된 제품.
- The Triple-Fi 10vi : 아이폰에 최적화된 마이크로폰이 선에 부착된 Triple-Fi 10 Pro.

## 커스텀이어폰
- The UE In-Ear Reference Monitors : 각각 3개의 BA 드라이버와 Integrated Passive Crossover가 사용된 제품
- The UE18 Pro : 각각 6개의 BA 드라이버(고음부 2, 중음 2, 저음 2)와 4방향의 Integrated Passive Crossover가 사용된 제품
- The UE11 Pro : 각각 4개의 BA 드라이버(고음부 1, 중음 1, 저음 2)와 3방향의 Integrated Passive Crossover가 사용된 제품
- The UE10 Pro : 각각 3개의 BA드라이버(고음부 1, 중음 2)와 Integrated Passive Crossover Circuit Board가 사용된 제품
- The UE7 Pro : 각각 3개의 BA드라이버(고음부 1, 중음 2)와 Integrated Passive Crossover가 사용된 제품
- The UE5 Pro : 각각 2개의 BA드라이버(고음부 1, 중음 1)와 Integrated Passive Crossover가 사용된 제품
- The UE5 Ambient : UE 5 Pro에서 차음을 조절하는 기능의 Ambient가 추가된 제품.
- The UE Hybrid: 1개의 BA드라이버와 1개의 다이나믹 드라이버, Integrated Passive Crossover가 사용된 제품
- The UE4 Pro : 각각 2개의 BA드라이버(고음부 1, 중음 1)와 Integrated Passive Crossover가 사용된 제품
- The UE1 Pro : 한쪽 귀에만 꽂을 수 있게 제작된 4개의 BA드라이버와 4방향의 Integrated Passive Crossover가 사용된 제품

## Logitech Inc.
얼티밋 이어스는 2008년 8월 14일에 Logitech Inc.에 340억달러에 인수되었다.
이어폰에 Pro가 붙지않은 제품은(Super fi 3 Studio, EB 제외) Logitech에 인수되고 제작된 이어폰이다. (예전 이어폰에 비해 소리가 안좋아졌다는 의견이 다수)
얼티밋 이어스에서 직접 제작하는 이어폰은 커스텀 이어폰밖에 없다.